# Gorges de la Beaume
Les Gorges de la Beaume  est la section de la rivière Beaume, traversant le Plateau des Gras, jusqu'à son confluent avec l'Ardèche.  Cette section longue d'une dizaine de kilomètres est située sur les communes de Joyeuse, Rosières, Labeaume et Saint-Alban-Auriolles dans le département de l'Ardèche. 

## Statut

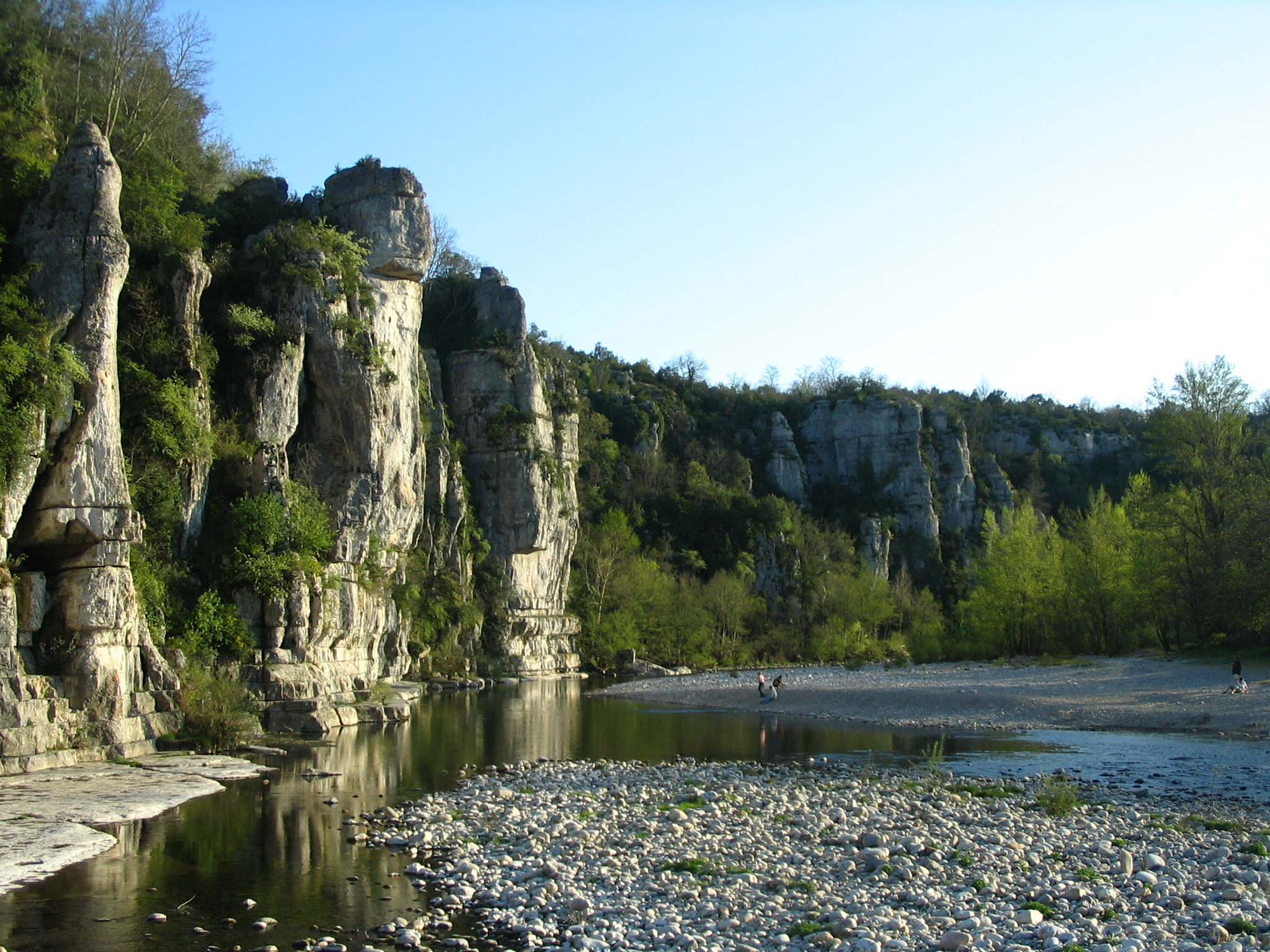
Rivière La Beaume.

La zone naturelle d'intérêt écologique, faunistique et floristique continentale de type 1 des « Gorges de la Beaume » couvre 136,7 hectares sur le cours de la Beaume.
La vaste ZNIEFF continentale de type 2 de l'« Ensemble fonctionnel formé par l’Ardèche et ses affluents (Ligne, Baume, Drobie, Chassezac…) », soit 22 630,21 ha, concerne 61 communes dont Saint-Alban-Auriolles et Labeaume.
Elles font aussi partie des 1 751 hectares de la zone spéciale de conservation (ZSC) de la « Moyenne vallée de l'Ardèche et ses affluents, pelouses du plateau des Gras », un site d'importance communautaire Natura 2000.

## Description
En amont, la Beaume traverse la plaine alluviale de Rosières, puis elle rentre dans des gorges calcaires creusée dans le Plateau des Gras.

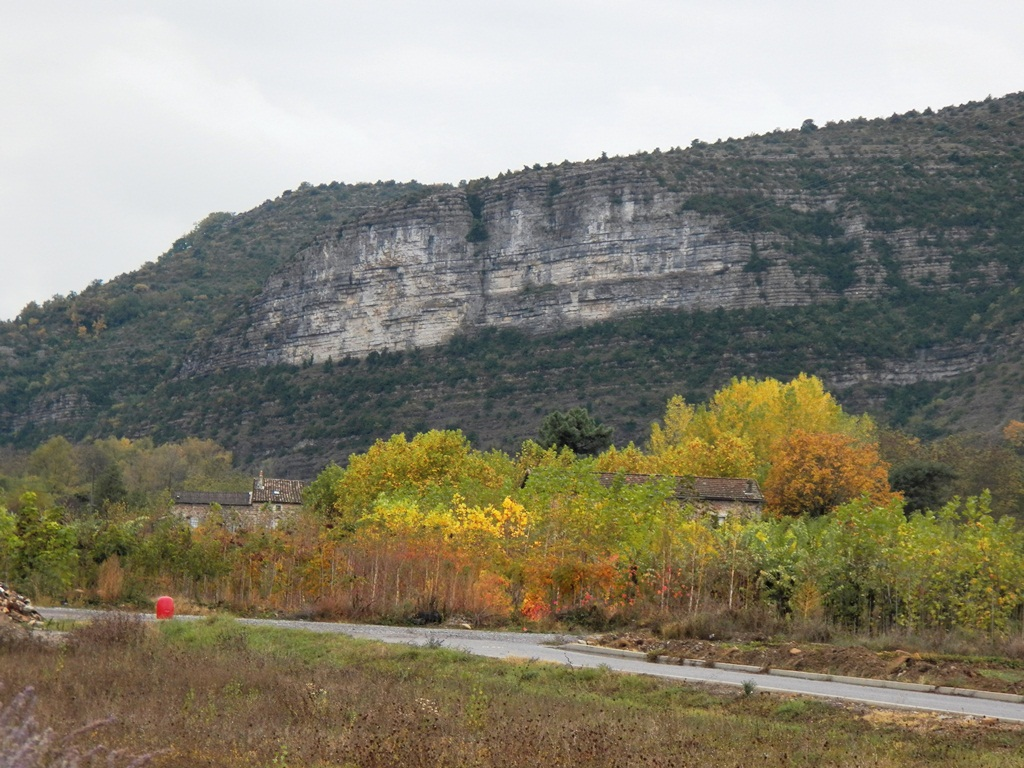
Gorges de la Beaume depuis la plaine alluviale.
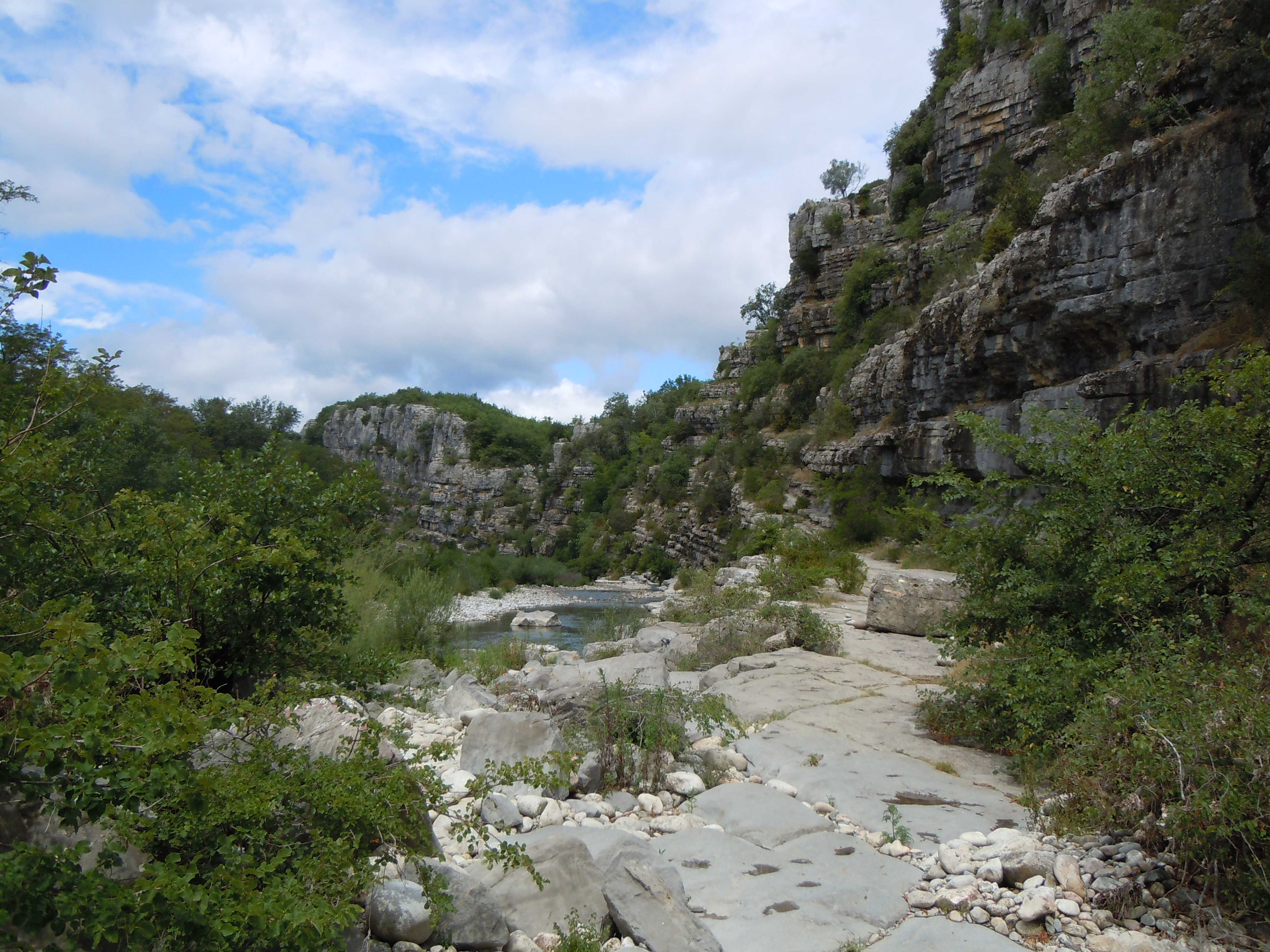
Gorges de la Beaume: chemin en corniche remontant au Belvédère de Saint Genest.
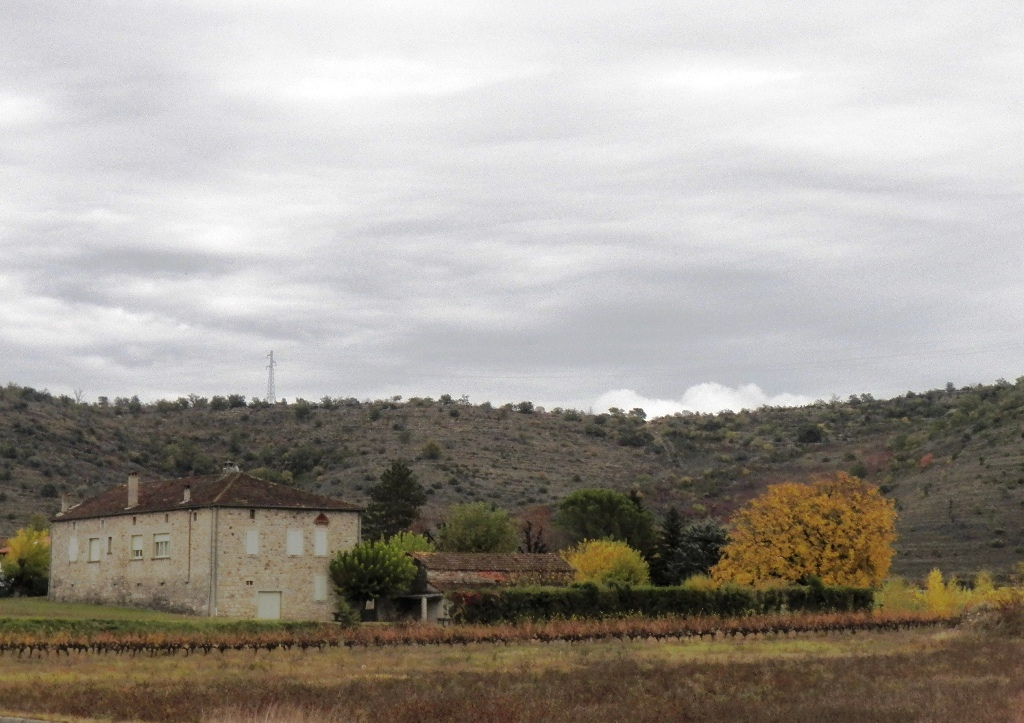
Ferme fortifiée dans la plaine alluviale à Rosières.

## Tourisme
Les Gorges de la Beaume sont accessibles depuis le village de Labeaume. Un pont piétonnier submersible permet de traverser la rivière. Les plages de galets autour du pont sont propices à la baignade.

Vue des Gorges et du village de Labeaume au niveau du pont submersible.

## Faune

### Mammifères
Le site est caractérisé par la présence du castor, et de la loutre. En outre parmi les espèces protégées de Chauve-Souris on peut noter l'Oreillard gris (Plecotus austriacus) et le Rhinolophe euryale (Rhinolophus euryale).

### Oiseaux
Sont présentes sur le site de nombreuses espèces protégées : le Martin-pêcheur d'Europe, Grand-duc d'Europe, Faucon pèlerin, Faucon hobereau, Milan noir, Merle bleu, Hirondelle de rochers.

### Poissons

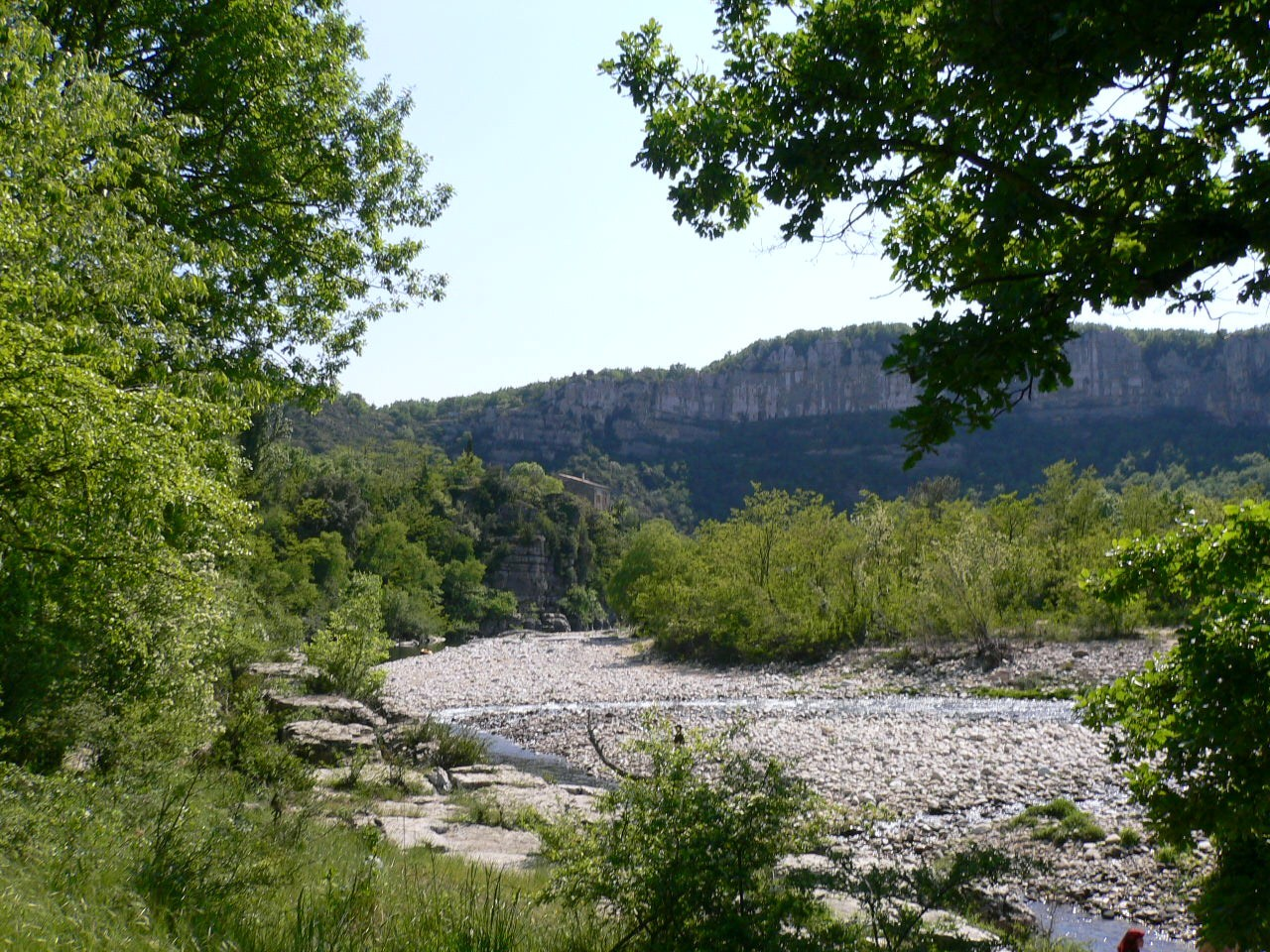
La Beaume à Garel

Toxostome (Chondrostoma toxostoma) et Apron (Zingel asper) : l'Apron est une espèce endémique propre au bassin du Rhône qui présente dans ce tronçon de la Beaume une de ses plus fortes populations actuellement connues[réf. nécessaire].

## Libellules
Le cours principal de la rivière héberge 25 espèces de libellules, dont plusieurs rares comme le Gomphe similaire Gomphus simillimus et la Cordulie splendide Macromia splendens.

## Papillons
On peut noter la présence du Diane Zerynthia polyxena.